# Liczba Erdősa

Liczba Erdősa (czyt. erdesza) – element matematycznego folkloru związany z osobą Paula Erdősa. Matematyk ten znany był z częstej współpracy z innymi uczonymi.
Sam Paul Erdős ma liczbę Erdősa równą 0. Osoba, która napisała pracę naukową wspólnie z Erdősem, ma liczbę Erdősa równą 1. Z kolei osoba, która napisała pracę naukową z kimś, kogo liczba Erdősa wynosiła 1, ma liczbę Erdősa równą 2 itd. Naukowiec piszący swe prace samodzielnie otrzymuje nieskończoną liczbę Erdősa. Erdős pół żartem wspominał o ułamkowych liczbach Erdősa. Jeśli jakiś matematyk napisał wspólnie z nim n prac, to jego liczba Erdősa wynosi 1/n.
Liczba Erdősa wśród aktywnych matematyków osiągnęła maksymalnie wartość 15, jednak średnia jest mniejsza niż 5, a większość ma liczbę Erdősa mniejszą niż 8. Obecnie liczbę Erdősa można wyznaczyć za pomocą MathSciNet-u, największej bazy danych prac matematycznych Amerykańskiego Towarzystwa Matematycznego.
509 uczonych ma liczbę Erdősa równą 1. W 2000 r. naukowców z „dwójką” było 5897. Ich liczba ciągle się zwiększa (gdyż powstają nowe wspólne prace), chociaż liczba żyjących uczonych z „jedynką” ciągle się zmniejsza, gdyż Erdős zmarł w 1996 roku i wymierają też jego współpracownicy.
Około 63 laureatów Nagrody Nobla oraz wszyscy laureaci Nagrody Nevanlinny mają liczbę Erdősa poniżej 9, natomiast laureaci Medalu Fieldsa – poniżej 6.
Liczby Erdősa niektórych uczonych:
- Noga Alon – 1
- László Lovász – 1
- Tomasz Łuczak – 1
- Endre Szemerédi – 1
- Stanisław Ulam – 1
- Albert Einstein – 2
- Enrico Fermi – 3
- Marjam Mirzachani – 3
- John von Neumann – 3
- Noam Chomsky – 4
- John Nash Jr – 4
- Roger Penrose – 4
- George Gamow – 5
- Karl Popper – 8

Prawdopodobnie pierwsza wzmianka o tej liczbie pojawiła się w 1969 r., w pracy Caspera Goffmana And what is your Erdős number? Liczba Erdősa bywa też nazywana odległością od Erdősa. Podobna koncepcja wystąpiła w pracach Stanleya Milgrama, który twierdził, że między dwiema dowolnymi osobami na Ziemi istnieje ciąg średnio sześciu znajomych. Dowodem na to miał być przeprowadzony przez niego eksperyment „świat jest mały”.